# 全音音階
全音音階（ぜんおんおんかい、英語：whole tone scale）は、全音のみで1オクターブを6等分した音階。ポピュラー音楽ではホールトーン・スケールと呼ばれる。

## 歴史
リチャード・タラスキンによると、全音音階を意図的に用いた早い例としては、フランツ・シューベルトの『ミサ曲変ホ長調 D950』（1824年）のサンクトゥス冒頭などがあり、シューベルト『八重奏曲ヘ長調D803』の最終楽章ではヴァイオリンとヴィオラに全音音階の下降音階が出現する。また、フランツ・リストも全音音階や八音音階を用いた。
ミハイル・グリンカは『ルスランとリュドミラ』（1842年）で全音音階の下降音階をチェルノモールの主題として用いている。第1幕で婚礼が突然中断され、猛烈な全音音階が聞こえてリュドミラがさらわれるシーンは大変に印象的でよく知られる。有名な序曲ではコーダ部分にこの主題が出現する。『ルスランとリュドミラ』はドビュッシー以前の全音音階の使用例としてよく知られている。グリンカ以来、全音音階はロシアの多くの作曲家によって用いられた。ピョートル・チャイコフスキーは交響曲第2番（1872年）の最終楽章で全音音階を用いている。アレクサンドル・ボロディンは歌曲『眠る王女』（1867年）で全音音階を使っている。ニコライ・リムスキー＝コルサコフは交響曲『アンタール』（1868年）で全音音階の下降音階を用いている。
全音音階をもっとも盛んに用いたドビュッシーは早く1870年代、パリ音楽院時代に『ルスランとリュドミラ』やリムスキー＝コルサコフの管弦楽曲『サトコ』などを知った。1887年のカンタータ『春』ですでに全音音階を使用しているが、ドビュッシーの全音音階の使用には1889年のパリ万国博覧会で接したインドネシア・ジャワ島の音楽（ララス・スレンドロ）の影響も指摘されている。

## 概要
一般に馴染まれているドレミファソラシドといった音階では、全音と半音の両方が使われているが、全音音階では、全音（長2度）しか使われない。そのため、ドレミの次はファではなく、ファ#、ソ#、ラ#、となる。ラ#の次はドになってしまう。音階を構成する音の数は6個である。同様に半音ずらすとド#、レ#、ファ、ソ、ラ、シとなる。主音をどれに持ってきてもこの2種類しか存在しない。古典的な意味での和声の調和を、全く目標としていない音階である。また、全音と半音の配置から決定される全音階における主音のような音階の中心音を認識することが不可能となり、古典派やロマン派の音楽の大前提であった調性を崩壊させることにもつながった。
|  |
|  |
|  |

独特の印象のある音階である。勿論どんな音階もそれぞれ独特の印象を持っているのだが、全音音階は（普通のピアノで表現可能な範囲での）他のどの音階とも似ていない。完全五度の音程を持たないため、通常の西洋音楽に出現する長三和音、短三和音を音階にある音だけで構成することができない。
オクターブを単純に等分することによる平坦さは、平均律と相性が良い。また調性感覚をぼかすのにも都合が良く、ドビュッシーはそれを目的に多用した。
メシアンの1944年の理論書「わが音楽語法」の中では、7種類の「移調の限られた旋法（MTL）」のうち第1番として定義した。前述の通り、この音階には2種類の移調以外ありえないからである。

## 顕著な使用例
- フランツ・リスト
  - ピアノ曲
    - 　「悲しみのゴンドラ」第1番（S200/1）1882年頃
    - 　演奏会用練習曲「ため息」（S144）1848年頃（コーダにおいて全音音階がむき出しに登場する）
- クロード・ドビュッシー
  - 歌劇「ペレアスとメリザンド」
    - 全曲の冒頭第5小節目（ドビュッシーが大掛かりな作品において初めて全音音階を使用した瞬間。）
    - 第3幕第3場（不気味な洞窟の中を覗く場面。不安な印象を与える効果としての最初期の使用例。）

  - ピアノ曲
    - 「前奏曲集 第1巻」の「ヴェール（...Voiles）」（ほとんど全曲にわたって全音音階が使われる。中間部に黒鍵のみで演奏されるペンタトニックが表れる）
    - 「映像 第2集」の「葉づえをわたる鐘」（全音音階の上下運動をオスティナートとして使用した例。）
    - 「ピアノのために」の「前奏曲」（中間部は全て全音音階である）
    - 「子供の領分」の「象の子守唄」（教育作品における使用例）

  - 舞台音楽劇「聖セバスティアンの殉教」で、セバスティアン殉教間際の瀕死の場面（縦に多く重なる分厚い響きであり、後年のグレツキの全音音階クラスターを予感させる）
- ポール・デュカス
  - 歌劇「アリアーヌと青ひげ」
- マヌエル・デ・ファリャ
  - ピアノと管弦楽のための「スペインの庭の夜」第2楽章の一部（同時代の作曲家がドビュッシーに追随した例の一つ）
- ジャン・シベリウス
  - 交響詩「タピオラ」（シベリウス後期の作品）
- ジャコモ・プッチーニ
  - 歌劇「西部の娘」冒頭部分など （プッチーニは後期ロマン派オペラの様式を保持しながらも、後年この全音音階など新しい語法を部分的に取り入れた）
- ヘンリク・グレツキ
  - 「交響曲第2番“コペルニクス党”」 （戦後のポーランド楽派の中で、トーン・クラスターとして全音音階を使用した例）
- 商業音楽のシーン
  - シャルル・トレネの一部のシャンソン。1920年代になると流行歌の世界でも違和感なく全音音階を取り入れるようになった。まずお膝元フランスでの使用例として挙げる。
  - 「鉄腕アトム」のオープニング曲（高井達雄作曲の第1作）のイントロ。日本での使用例ではもっとも有名なものの一つ。
  - 「美少女戦士セーラームーン」の必殺技「ムーン・ヒーリング・エスカレーション」。ただし同じ必殺技でも「幻の銀水晶」を手に入れてからは違う音楽になった。
  - スティーヴィー・ワンダー「You Are The Sunshine of My Life」のイントロ。スケールの順進行。

## 関連記事
- 音階
- 長音階
- 近代音楽
- クロード・ドビュッシー
- 神秘和音（アレクサンドル・スクリャービン）
- 移調の限られた旋法（オリヴィエ・メシアン）
- 無調音楽（新ウィーン楽派）